# 柳琴
柳琴又名柳叶琴、小琵琶、金剛腿、闻子灵，是中國的一種高音撥弦樂器，音色洪亮清脆，多出現於江蘇省、山東省和安徽省。
柳琴外形與琵琶非常相似，但是在外觀上更加“小、短、圓潤”，彈奏柳琴戲的柳琴为2弦7品，音域1个半八度，右手中指戴一竹筒或牛角筒「柳琴套」。

## 歷史
柳琴从唐朝时期的普通琵琶中演化而來，最先流行的區域是山东，但在宋朝時傳至江苏之后以江苏为主要生产地区，在明朝時又流入安徽，至今這三省及其邊界处的人群都是使用柳琴的主要使用者。原本柳琴的範圍只局限在這三省，因為其彈撥高音之時非常清脆有力，在戲曲風潮興盛的清朝時期於全中國大範圍擴散並且達到巔峰。
雖然柳琴這一樂器在唐朝就有，但其具體定義和“柳琴”這一名稱是在清朝晚期才完全確立的，在這之前它一直被認為是琵琶的改造版本，導致它成為柳琴戏、泗州戏和乱弹的主要伴奏乐器，亦用於常州丝弦。其來源有多種說法：
- 1860年代，魯南一帶的拉魂腔藝人仿照琵琶、月琴，將柳樹挖空而製成
- 滕縣蘇樓村一蘇姓秀才與當地藝人與木工研製而成
- 臨沂拉魂腔藝人武大、武二仿持國天王所持琵琶造成2弦土作琵琶彈唱行乞之用。[1]

最早的柳琴，構造較簡單，只有兩條絲弦，音域很窄，僅有一個半八度。當時的琴體較大，演奏時有一竹筒套在食指上，用拇指捏緊，靠手腕甩動而撥弦發音，演奏形式別具一格。後以竹套質脆易裂，使用挖空的牛角圓筒代替。1958年，音樂家王惠然為柳琴制定了一個統一的定義，把柳琴分為3弦、4弦高音柳琴，音品增至24个和29个，按十二平均律半音排列，改用拨子弹奏。
1970年代，出現了第二代新型柳琴－－四弦高音柳琴。第二代新型柳琴除了在琴弦和音柱的數量上又有所增加外，最主要的變化是用竹子代替了高粱稈，用鋼絲代替了絲弦。這些改革大大改善了柳琴各方面的性能，豐富了表現力。從而使柳琴結束了200餘年來僅僅作為伴奏樂器的歷史，走上了獨奏樂器的發展道路。
1980年代之後，柳琴因為其高音色的美麗而成為國樂團的高音專用樂器，開始出現專為柳琴而寫的獨奏曲、協奏曲。

## 特點
常州絲絃中，柳琴能與主奏的笛子密切配合，起到陪襯、增強對比和裝飾作用，亦可於合奏中領奏。
在國樂團中，柳琴是彈撥樂器的高音樂器，穿透力強，不易被其它樂器所掩蓋，常用來演奏高音區的主旋律，有時也演奏華麗、技巧性高的華彩樂段。它既適於演奏歡快、對比強烈、節奏鮮明、富有彈性和活潑的曲調，也適於演奏優美、抒情的旋律。

## 演奏

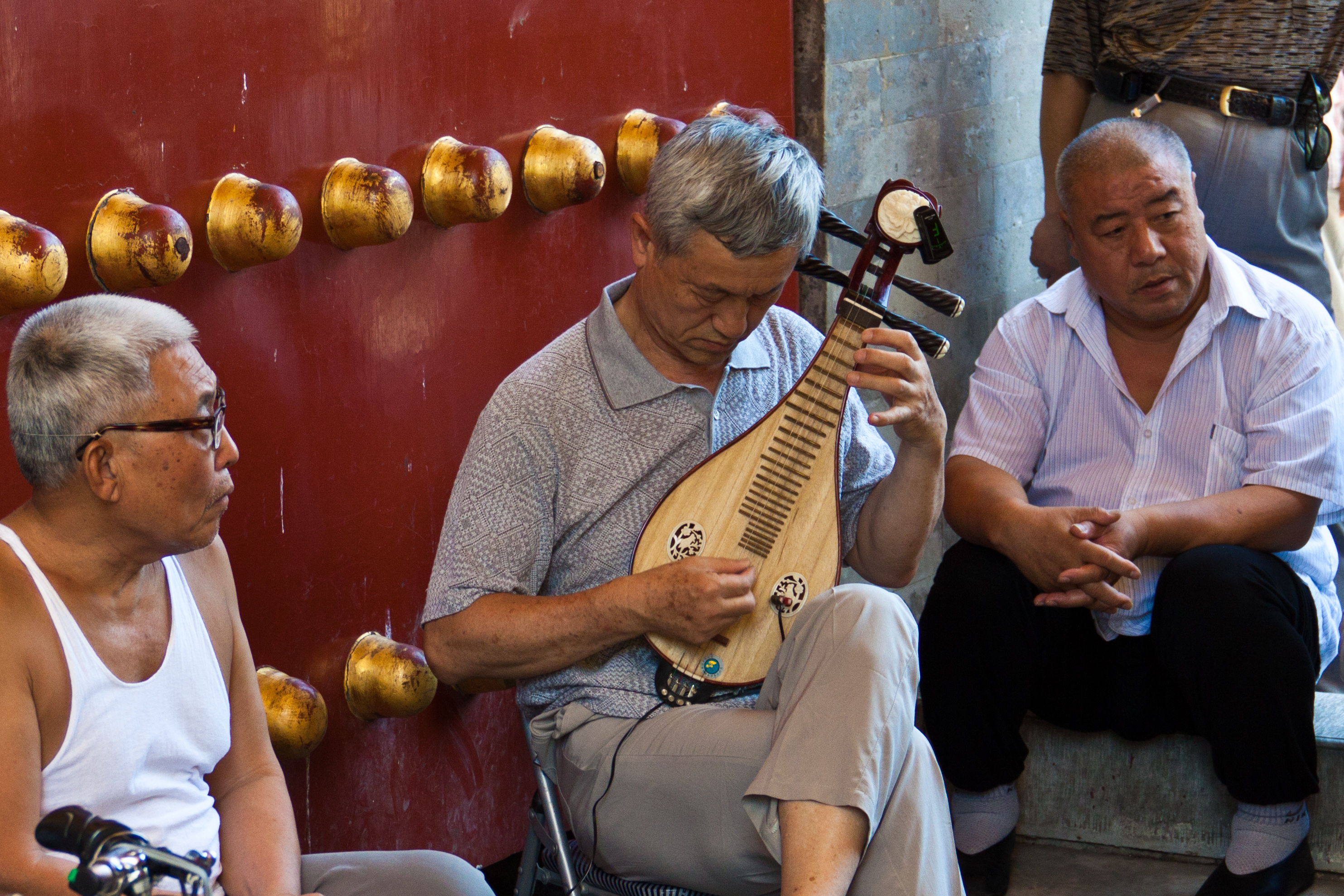
柳琴演奏者

演奏柳琴時，奏者端坐，將琴斜置於胸前，左手按弦，右手執撥片彈奏。持琴要自然、放鬆、協調，用左手拇指輕扶於琴頸上，以可以自如的上下移動換把為準則。撥片多由賽璐璐、塑料、牛角、玳瑁殼等材料，製成三角形、四邊形或長條形。左右手姿勢如下：
- 右手：右手呈半握拳自然狀態，拇指自然狀態下的小關節微凸、用第一關節指肚正面於食指第一關節正側面捏住撥片，切忌拇指凹陷，撥片觸弦的一剎那的力點主要是靠拇指與食指捏撥片的合力采控制的。
- 左手：左手呈半握拳自然狀態，以手指大關節發力，四個手指獨立用力。

柳琴演奏技巧在右手有彈、挑、雙彈、雙挑、掃拂和輪奏等，左手則有吟弦、打弦、帶弦、推拉弦和泛音等。
柳琴可以演奏各種度數的和音與和弦。自然泛音靈敏清晰、效果良好。它的震音奏法也具特色，強奏時緊張、熱烈；弱奏時安靜、甜美。

## 主要演奏家
- 吳強
- 王紅藝
- 張鑫華
- 林丹紅
- 張強
- 王惠然
- 王艷
- 劉湘芸
- 苏春敏
- 唐一雯
- 戴佩瑤
- 雅茹
- 陳怡蒨
- 馬翠妤
- 王炳杰
- 陈蕾
- 崔軍淼
- 葛楊
- 陳子涵

## 主要樂曲

### 1960年代
- 《銀湖金波》1960年，王惠然
- 《柳琴戲牌子曲》1960年，王惠然改編

### 1970年代
- 《春到沂河》1971年，王惠然
- 《歡騰的天山》1977年，王惠然
- 《畢茲卡歡慶會》1978年，王惠然

### 1980年代
- 《北方民族生活素描》 ，1980年，劉錫津
- 《陕北随想曲》（又名《故土情愫》）1981年，王惠然
- 《古城隨想曲》1982年，寧保生、霍慶喬
- 《塔吉克舞曲》1985年，王惠然作曲，朱可聖配器
- 《劍器》1986年，徐昌俊
- 《二月‧幽燕春早》1988年，彭修文
- 《山鄉戀》1988年，王惠然
- 《江月琴聲》，1989年，王惠然

### 1990年代
- 《冬梅》1993年，張式功
- 《滿族風情》，1998年，劉錫津
- 《雨後庭院》1998年，蘇文慶、鄭翠蘋

### 2000年代
- 《鳳陽花鼓》2003年，彭郁雯
- 《Fantasy on two folk songs》2003年，Nikolai Pavlovich Budashkin (1910-1988)，劉寶琇改編
- 《Cat's無言歌》2004年，蘇文慶
- 《天地星空》2008年，蘇文慶、鄭翠蘋
- 《酒歌》2009年，劉文金

### 2010年代
- 《蘿蕾萊》，2010年，劉至軒
- 《中國舞印象》，2010，何真真